# Неженцев, Михаил Васильевич
Михаил Васильевич Неженцев — российский медик, профессор, ректор Ленинградского педиатрического медицинского института с 1991 по 1999 год.

## Биография
Михаил Васильевич Неженцев родился в Ленинграде 10 апреля 1947 года в семье врачей. Мать, Неженцева Александра Васильевна, работала ассистентом на кафедре патологической анатомии Ленинградского педиатрического медицинского института. Отец, Неженцев Василий Михайлович, был главным врачом психиатрической больницы № 3 им. Скворцова-Степанова.
1962 году Михаил Васильевич окончил школу № 53 с золотой медалью и поступил в Ленинградский педиатрический медицинский институт (ЛПМИ).
В студенческие годы Неженцев М. В. проявлял большой интерес к научным исследованиям в области прикладной медицины и все годы обучения в институте занимался в студенческом научном обществе.
В 1970 году он окончил вуз с красным дипломом и поступил в аспирантуру на кафедру фармакологии.
В 1973 году он успешно защищает диссертацию на соискание ученой степени кандидата медицинских наук по теме «Влияние глюкокортикоидов на функцию нервно-мышечных синапсов у крыс разного возраста» и связывает свою судьбу со специальностью «Фармакология».
В 1984 году защищает докторскую диссертацию по теме «Пути профилактики и фармакологической коррекции нежелательных эффектов глюкокортикоидов в онтогенезе».
В 1984 году Михаил Васильевич становится профессором кафедры, а в 1988 году и заведующим кафедрой фармакологии. Ею он руководит до 2014 года.

## Научная деятельность
Основными научными направлениями работы кафедры были создание новых лекарственных препаратов; разработка рациональных схем сочетанного применения лекарственных препаратов с традиционными методами лечения; изучение влияния препаратов и токсических веществ на психосоматическое здоровье детей и подростков.
Ученик и последователь профессора Ирины Валерьевны Марковой, Михаил Васильевич совместно с сотрудниками кафедры продолжил работу по основным научным направлениям кафедры.
Широкие познания в области фундаментальных наук и фармакологии, большие организаторские способности позволили профессору Неженцеву М. В. в 1986 году стать проректором по научно-исследовательской работе ЛПМИ. Михаил Васильевич автор более 120 публикаций, в том числе 2 монографий, учебника для студентов, 10 авторских свидетельств на изобретения, 5 патентов. Учебные издания и результаты научных трудов широко использовались и используются в лабораториях России, США, Англии, Франции, Швеции, Финляндии, зарубежных университетах.

## Ректор ЛПМИ
В 1991 году Неженцева Михаила Васильевича назначили на должность ректора Ленинградского педиатрического медицинского института. Михаил Васильевич руководил Ленинградским педиатрическим медицинским институтом с 1991 по 1998 гг., который в 1994 году стал Санкт-Петербургской государственной педиатрической медицинской академией. В этот же период был создан и лицензирован факультет по специальности «Лечебное дело» первоначально для иностранных, а затем российских студентов. Под руководством М. И. Неженцева Академия значительно расширила свою деятельность в качестве центра международного медицинского образования, обучая студентов и клинических ординаторов из множества стран Европы, Америки, Азии и Африки и содействуя укреплению престижа отечественной высшей школы за рубежом. Это было очень непростое время «перестройки», смена государственного строя, отсутствие законодательной базы и финансирования. В это бурное время Михаилу Васильевичу с командой преподавателей, врачей, соратников удалось сохранить наш вуз, нашу alma mater.
За достижения в области науки в 1993 году Михаил Васильевич был избран членом-корреспондентом Петровской академии наук и искусств и членом-корреспондентом Международной академии наук высшей школы. Он An Active Member of the New York Academy of Sciences с 1995 года; с 1996 года — действительный член Международной Академии акмеологических наук; с 1997 года — действительный член Национальной академии ювенологии.
За добросовестный труд Михаил Васильевич Неженцев был удостоен благодарности и премии Министерства здравоохранения Российской Федерации. Учебник для студентов педиатрического факультета «Фармакология», изданный в соавторстве с профессором Марковой Е. В. в 1994 году и переизданный в 1997 и 2008 годах, где отражены особенности фармакодинамики и фармакокинетики лекарственных препаратов у детей и по сей день остается основным учебным пособием для студентов педиатрических факультетов. Весь свой опыт он бескорыстно передавал своим ученикам, студентам, аспирантам, молодым преподавателям. Кафедра фармакологии и по настоящее время сохраняет традиции, заложенные Владимиром Моисеевичем Карасиком, Ириной Валерьевной Марковой и Михаилом Васильевичем Неженцевым.